# BTB Aachen
Der Burtscheider Turnerbund Aachen 1908 e. V., kurz BTB Aachen, ist ein Sportverein aus dem Stadtteil Burtscheid der Stadt Aachen. Bis 2014 trug der Verein den Namen DJK-Burtscheider Turnerbund 1908 e. V., kurz DJK-BTB. Die Umbenennung erfolgte mit Austritt aus dem DJK-Sportverband.
Der BTB Aachen ist mit seinen ca. 1.060 Mitgliedern (Stand Januar 2025) nach dem Burtscheider Turnverein der zweitgrößte Sportverein in Burtscheid und zählt in der Stadt Aachen zu den größeren Sportclubs. Überregional bekannt ist der Verein durch seine Handballabteilung.

## Geschichte

### Gründungsjahre
Der DJK-BTB wurde 1908 von Josef Grümmer aus der Sport- und Turnbewegung der katholischen Jugend der Pfarre St. Johann-Baptist in Burtscheid gegründet und von ihm bis zu seinem Tod 1950 geleitet. Zunächst wurde nur geturnt, später kamen Faustball und Schlagball hinzu.

### Die Weltkriege
Während des Ersten Weltkriegs musste das Turnen eingestellt werden. Viele Mitglieder fielen als Soldaten und die Turnhalle des Vereins diente als Lazarett. Nach dem Krieg konnte der Sportbetrieb nur unter großen Schwierigkeiten wieder aufgenommen werden. Der Verein schloss sich der Deutsche Jugendkraft – Reichsverband für Leibesübungen in katholischen Vereinen an und nahm vielfach an den damals populären Turn- und Sportfesten teil. Als weitere Sportart wurde inzwischen auch Leichtathletik betrieben.
Ab 1933 verboten die Nationalsozialisten den konfessionell geprägten DJK-Sportverband. So litt der DJK-BTB zunächst unter Schikanen, später unter dem Betätigungsverbot der gesamten katholischen Jugendorganisationen außerhalb des kirchlichen Raumes, stellte dennoch seine Aktivitäten nicht vollständig ein.

### Nachkriegszeit
Nach Ende des Zweiten Weltkriegs lag auch Burtscheid in Ruinen. Turnhalle und Versammlungsräume waren durch Bomben zerstört und Spiel- und Turngeräte nicht mehr vorhanden. Den verbliebenen Vereinsmitgliedern gelang es jedoch, den DJK-BTB wieder aufzubauen. Als 1949 ein Burtscheider Sportplatz für den Spielbetrieb freigegeben wurde, entstand der neue sportliche Schwerpunkt Handball, zunächst ausgeübt als Feldhandball.

### Zeitgeschichte
In den Folgejahren betrieben zudem die Frauen und Mädchen im DJK-BTB Sport und Gymnastik. Diese Abteilung, inzwischen in Fitness umbenannt, existiert bis heute. Das Turnen wurde nach und nach eingestellt, wobei die Kinderturn-Abteilung immerhin bis zur Jahrtausendwende bestand. Die 1967 gegründete Angelsportabteilung war bis 2016 im DJK-BTB aktiv, als deren Mitglieder austraten, um einen eigenen Verein zu gründen. Aus der 1976 ins Leben gerufenen Seniorensportabteilung ging die Wandergruppe für Senioren als nicht eigenständige Abteilung hervor. Von 1995 bis Ende 2018 existierte zudem eine Kampfsportabteilung mit der Sportart Ju-Jutsu.

## Aktuelle Sportabteilungen

### Handball
Seit den 1970er Jahren spielt der Handball die dominierende Rolle im Verein. Rund zwei Drittel der Vereinsmitglieder gehören dieser Abteilung an. 2025 nehmen acht Senioren- und 19 Jugendmannschaften am lokalen und regionalen Liga-Spielbetrieb teil. Der BTB Aachen gehört zu den wenigen Vereinen in der Region des ehemaligen Handballverband Mittelrhein, der in allen Altersklassen mit Mannschaften vertreten sind.
Die 1. Herrenmannschaft, die seit 2002 auch unter der Team-Bezeichnung Bandits antritt, spielt nach dem Aufstieg im Mai 2018 in der Handball-Regionalliga Nordrhein, der vierthöchsten Klasse. Ebenso spielen mehrere Jugendmannschaften des Vereins im Regionalverband Handball Nordrhein.

#### Handballerfolge
Seinen ersten Höhepunkt erlebte der Feldhandball im DJK-BTB, als die 1. Herrenmannschaft zwischen 1971 und 1979 in der Regionalliga, der damals zweithöchsten Klasse, gegen namhafte Gegner aus ganz NRW antrat. Mit Einführung des Hallenhandballs wurde diese Sportart im Verein zwar weiter vorrangig betrieben, die Männer spielten jedoch fast zwei Jahrzehnte ohne nennenswerte sportliche Erfolge in der Landes- oder Verbandsliga.
Schließlich wurde Mitte der 1990er Jahre die Jugendarbeit mit dem modernen Konzept New Handball Generation intensiviert. Sportliche Erfolge stellten sich zunächst im Jugendhandball ein, später auch bei den Damen und Herren. So stieg die 1. Herrenmannschaft mit selbst ausgebildeten Spielern aus der Landesliga (2000/01) zweimal hintereinander in die Oberliga (2002/03) auf, um zwischen 2005 und 2009 für vier Spielzeiten in der Regionalliga West (3. Liga) anzutreten. Zweimal zogen die BTB-Herren in die 2. Runde des DHB-Pokals ein (2004/05 und 2007/08), dreimal in die 1. Runde (2001/02, 2008/09 und 2019/20). 2019 erreichten sie das Finale des Deutschen Amateur-Pokals.
Die 1. Damenmannschaft schaffte es 2009/10 bis in die Regionalliga West und qualifizierte sich für die 1. Runde des DHB-Pokals (2010/11).

##### Saisonbilanzen 1. Herrenmannschaft seit 2000
| Saison  | Spielklasse                       | Platz | Sp | S  | U | N  | Tore      | Diff. | Punkte | Klasse |
| ------- | --------------------------------- | ----- | -- | -- | - | -- | --------- | ----- | ------ | ------ |
| 2000/01 | HVM Landesliga A                  | 1     | 22 | 20 | 1 | 1  | 0634:0485 | +149  | 41:03  | 6      |
| 2001/02 | HVM Verbandsliga A                | 2     | 22 | 18 | 1 | 3  | 0651:0542 | +109  | 37:07  | 5      |
| 2002/03 | HVM Oberliga                      | 4     | 26 | 16 | 3 | 7  | 0834:0742 | +092  | 35:17  | 4      |
| 2003/04 | HVM Oberliga                      | 2     | 26 | 21 | 1 | 4  | 0880:0698 | +182  | 43:09  | 4      |
| 2004/05 | HVM Oberliga                      | 1     | 26 | 23 | 0 | 3  | 0948:0733 | +215  | 46:06  | 4      |
| 2005/06 | Regionalliga West                 | 4     | 32 | 17 | 2 | 13 | 1065:1028 | +037  | 36:28  | 3      |
| 2006/07 | Regionalliga West                 | 4     | 30 | 16 | 4 | 10 | 0989:0938 | +051  | 36:24  | 3      |
| 2007/08 | Regionalliga West                 | 6     | 30 | 14 | 3 | 13 | 0929:0945 | −016  | 31:29  | 3      |
| 2008/09 | Regionalliga West                 | 16    | 30 | 0  | 0 | 30 | 0706:1257 | −551  | 00:60  | 3      |
| 2009/10 | HVM Oberliga                      | 13    | 26 | 6  | 0 | 20 | 0708:0838 | −130  | 12:40  | 4      |
| 2010/11 | HVM Verbandsliga                  | 7     | 26 | 14 | 0 | 12 | 0880:0827 | +053  | 28:24  | 5      |
| 2011/12 | HVM Verbandsliga                  | 3     | 26 | 20 | 1 | 5  | 0809:0680 | +129  | 41:11  | 5      |
| 2012/13 | HVM Verbandsliga                  | 1     | 26 | 24 | 1 | 1  | 0852:0657 | +195  | 49:03  | 5      |
| 2013/14 | HVM Oberliga                      | 9     | 26 | 11 | 0 | 15 | 0768:0693 | +075  | 22:30  | 4      |
| 2014/15 | HVM Oberliga                      | 8     | 26 | 11 | 3 | 12 | 0722:0729 | −07   | 25:27  | 4      |
| 2015/16 | HVM Oberliga                      | 8     | 26 | 12 | 1 | 13 | 0766:0732 | +034  | 25:27  | 4      |
| 2016/17 | HVM Oberliga 1                    | 2     | 24 | 19 | 0 | 5  | 0731:0623 | +108  | 38:10  | 5      |
| 2017/18 | HVM Oberliga                      | 1     | 26 | 19 | 2 | 5  | 0745:0632 | +113  | 40:12  | 5      |
| 2018/19 | Regionalliga Nordrhein            | 6     | 26 | 12 | 2 | 12 | 0708:0712 | −04   | 26:26  | 4      |
| 2019/20 | Regionalliga Nordrhein 2          | 4     | 17 | 10 | 0 | 7  | 0480:0456 | +024  | 26:20  | 4      |
| 2020/21 | Regionalliga Nordrhein 3          | 11    | 4  | 1  | 0 | 3  | 0100:0112 | −012  | 02:06  | 4      |
| 2021/22 | Regionalliga Nordrhein            | 10    | 26 | 10 | 1 | 15 | 0632:0696 | −064  | 21:31  | 4      |
| 2022/23 | Regionalliga Nordrhein            | 11    | 26 | 9  | 3 | 14 | 0748:0780 | −032  | 21:31  | 4      |
| 2023/24 | Handball Nordrhein Regionalliga 4 | 6     | 26 | 12 | 3 | 11 | 0777:0794 | −017  | 27:25  | 4      |
| 2024/25 | Handball Nordrhein Regionalliga   | 5     | 24 | 12 | 2 | 10 | 0705:0727 | −022  | 26:22  | 4      |

#### Bekannte Spieler
Einige der beim BTB Aachen ausgebildeten Kinder und Jugendlichen waren später im professionellen Handball erfolgreich. Dazu zählen die ehemaligen Bundesliga-Profis Matthias Flohr (DHB-Nationalmannschaft, Champions-League-Sieger und Deutscher Meister mit dem HSV Hamburg), David Breuer und Andreas Heyme. Der Weg von Davids jüngerem Bruder Simon Breuer führte als Handballer und Interims-Spielertrainer beim TV Korschenbroich bis in die  2. Bundesliga; 2018 kehrte er fürs Karriereende zum BTB zurück und trainiert seit 2022 die 1. Herrenmannschaft. Erik Wudtke, der auch beim BTB seine Karriere begonnen hatte, wechselte später zum MT Melsungen (2001–2005) in die 2. Bundesliga. Mittlerweile arbeitet Wudtke beim DHB als Co-Trainer der A-Nationalmannschaft der Herren. Viola Leuchter spielte bis 2019 in der B-Jugend des BTB, um als noch 18-Jährige ihr Länderspieldebüt in der A-Nationalmannschaft des DHB zu feiern.

### Andere Abteilungen
Neben der Handballabteilung hat der Verein weitere Breitensportabteilungen in den Sportarten:
- Badminton: zwischen 2012 und 2020 eine Mannschaft, die am Liga-Spielbetrieb teilnahm
- Fitness
- Gymnastik (2 Untergruppen: Damen und Mixed-Gruppe)
- Volleyball

Als Unterabteilung der Handballer besteht seit 2012 die Gruppe Inklusion. In Zusammenarbeit mit benachbarten sozialen Einrichtungen bietet der BTB neuartige inklusive Sportangebote für Kinder und Jugendliche mit und ohne Behinderung. Diese werden seit Jahren u. a. in die BTB-Sportwoche eingebunden, die der Verein 2025 zum 40. Mal ausgerichtet hat.
Die seit Sommer 2021 aktive Gruppe „BTB Rolling Bandits“ gehört zu den ersten Rollstuhlhandball-Mannschaften in Deutschland und misst sich seitdem sportlich mit Teams auch aus Belgien und den Niederlanden. Im September 2023 gründete diese BTB-Gruppe zusammen mit vier anderen Vereinen im Dreiländereck Belgien/Niederlande/Deutschland die Meuse-Rhein-League (deutsch: Maas-Rhein-Liga) für Rollihandball, eine der ersten Ligen in dieser jungen Sportart überhaupt.